# Ben Foudhala El Hakania
Ben Foudhala El Hakania (în arabă بنى فضالة الحقانية) este o comună din provincia Batna, Algeria.
Populația comunei este de 1.511 locuitori (2008).